# Castine-en-Plaine
Castine-en-Plaine – gmina we Francji, w regionie Normandia, w departamencie Calvados. W 2013 roku liczba ludności wynosiła 1331 mieszkańców. 
Gmina została utworzona 1 stycznia 2019 roku z połączenia trzech ówczesnych gmin: Hubert-Folie, Rocquancourt oraz Tilly-la-Campagne. Siedzibą gminy została miejscowość Rocquancourt. 